# Alejandro García Pujol
Alejandro García Pujol fou un polític valencià. El 1869 fou diputat i vicepresident de la diputació d'Alacant. A les eleccions generals espanyoles d'agost de 1872 fou elegit diputat pel districte de la Vila Joiosa en substitució de Pere Mata i Fontanet, però va renunciar poc més tard i deixà l'escó a Rafael Izquierdo. Després de la restauració borbònica es dedicà a les finances i el 1877 fou un dels fundadors de la Caixa d'Estalvis d'Alacant.